# 鋼索線 (小田急箱根)
鋼索線（日语：／ Kōsaku sen */?）是一條連結神奈川縣足柄下郡箱根町強羅站和早雲山站，屬於小田急箱根的纜索鐵路。車站編號使用的路線記號為OH。一般稱為「箱根登山纜車」。擔當箱根旅遊的旅客輸送。是關東最古老的纜索鐵路線。

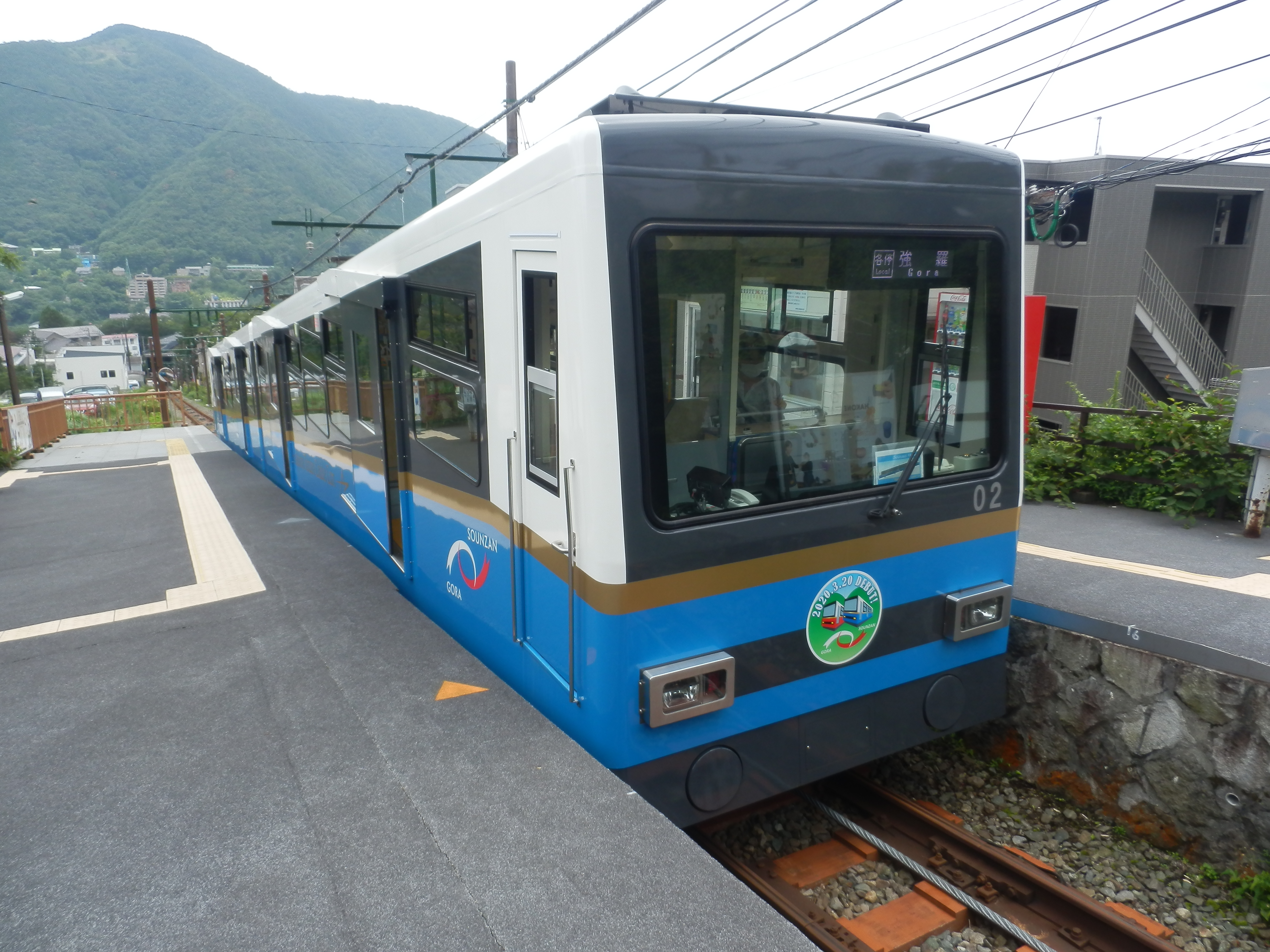
在公園下站停靠的Ke10型・Ke20型纜車（2020年7月)

## 路線資料
- 路線距離（營業距離）：1.2公里
- 軌距：983毫米
- 站數：6個（包括起終點站）

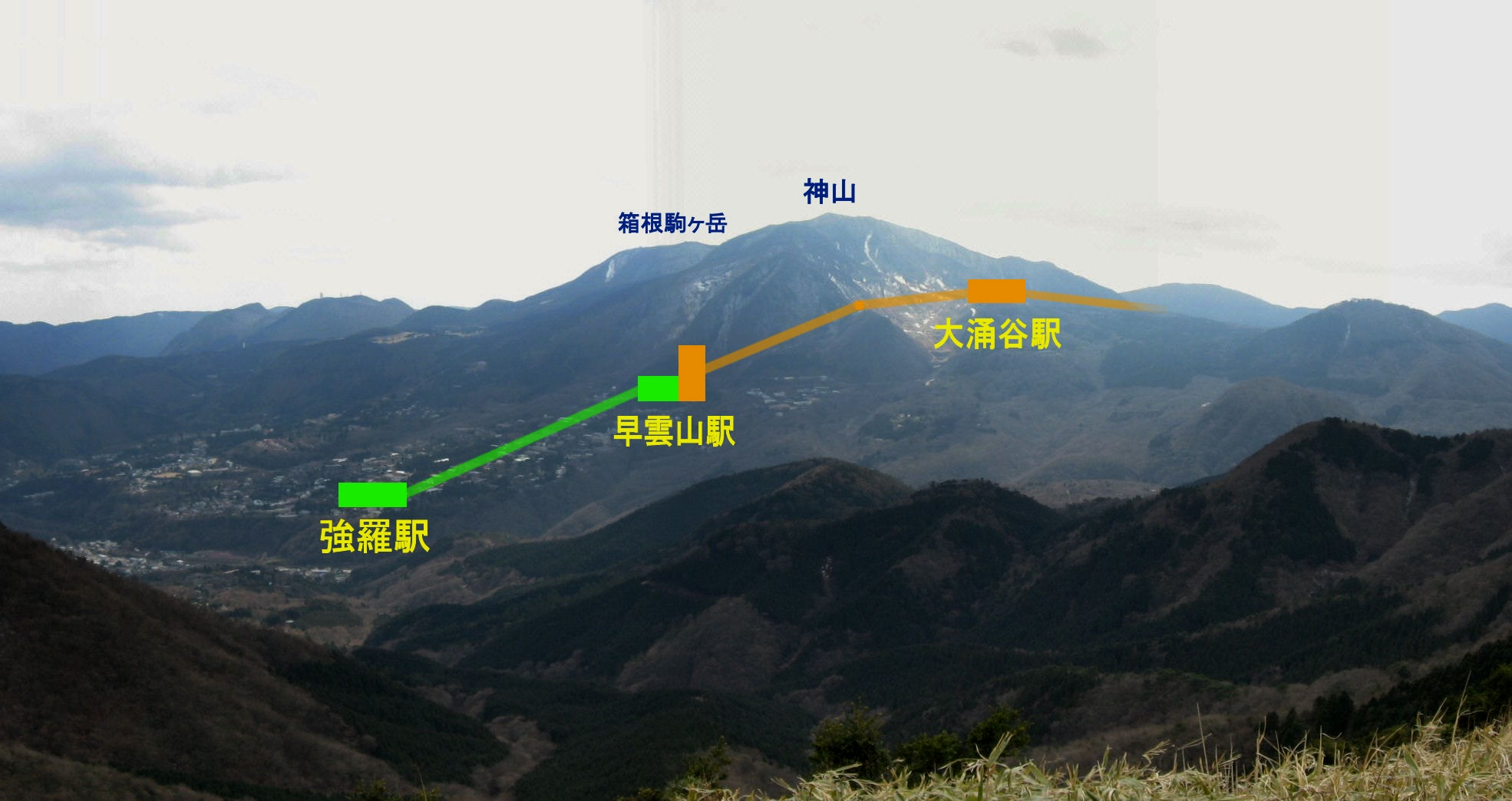
箱根登山纜車與箱根吊車路線（明神岳拍攝）

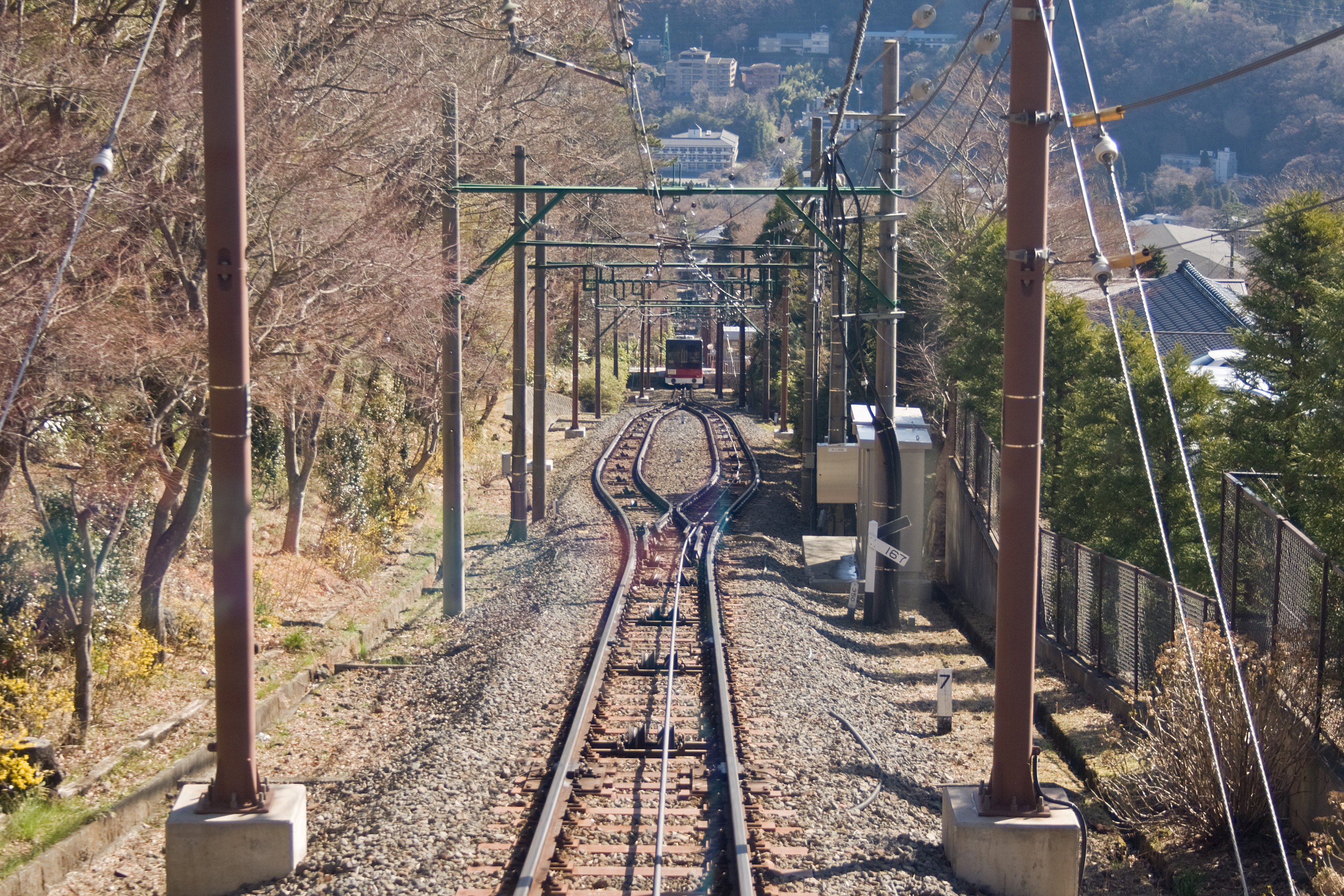
中強羅—公園上之間的交換設施。

- 高低差：興建時為214米，2013年再測量時修正為209米

## 路線背景
1911年，小田原電氣鐵道獲得了箱根町強羅一帶用地，並打算發展為旅館及別墅。不過，該處地勢較斜，為使入住的居民有交便利的交通工具，逐於1912年向當時的鐵道管理局申請興建一條纜索鐵路，1915年4月23日獲審批興建。當時仍未有任何一條纜索鐵路正式營運，所有技術支援、車廂及物資均由瑞士方面輸入。1921年12月1日正式通車，是繼生駒鋼索鐵道後第2條、關東地區首條營運的纜索鐵路

## 運行形態
現時每天的營運時間是由07:41～19:05，各站停車的班次以13或23-25分鐘開出一班，假日或人多時，會在23-25分鐘的區間中加入臨時直通列車，只停早雲山站及強羅站，所有中途站均不停靠。
直通班次全程只需7分鐘，而各站停車班次則約為10分鐘。

## 歷史
- 1921年12月1日：小田原電氣鐵道鋼索線下強羅～上強羅間開業。
- 1928年：

1月1日：日本電力與小田原電氣鐵道合併。
8月16日：軌道線、鐵道線分離，組成箱根登山鐵道。
- 1944年2月11日：受「不要不急線」法令影響，鋼索線休業，部份金屬設施被徵用。
- 1950年7月：鋼索線重新營業。使用第2代車輛。
- 1971年3月20日：第3代車輛開始運行。
- 1995年3月16日：第4代車輛開始運行，改為2輛編成。
- 2019年年底开始进行设备更新工作，12月2日全线停止运营，同时第四代车辆除役。从12月3日起全线改由巴士代运营，预计于2020年3月下旬重新开始运营[5][6][7]。
- 2020年3月20日：以第五代新機車恢復運行。[8]

## 車站列表
- 車站編號於2014年1月起依次引入[9]。
- 所有車站均位於神奈川縣足柄下郡箱根町。
- 通常所有列車均為各站停車，然而多客期設有臨時列車，強羅－早雲山之間設有不停站的「直通」運行。

| 車站編號 | 中文站名 | 日文站名 | 英文站名 | 標高（米） | 標高（米）   | 站間距離 | 累計距離 | 接續路線、備註                      |
| 車站編號 | 中文站名 | 日文站名 | 英文站名 | 建設時     | 2013年測量時 | 站間距離 | 累計距離 | 接續路線、備註                      |
| -------- | -------- | -------- | -------- | ---------- | ------------ | -------- | -------- | ----------------------------------- |
| OH57     | 強羅     |          |          | 553        | 541          | -        | 0        | 小田急箱根： 鐵道線（OH57）         |
| OH58     | 公園下   |          |          | 587        | 574          | 0.24     | 0.24     |                                     |
| OH59     | 公園上   |          |          | 624        | 611          | 0.24     | 0.48     |                                     |
| OH60     | 中強羅   |          |          | 668        | 654          | 0.24     | 0.72     |                                     |
| OH61     | 上強羅   |          |          | 717        | 703          | 0.24     | 0.96     |                                     |
| OH62     | 早雲山   |          |          | 761        | 750          | 0.24     | 1.2      | 箱根空中纜車： 箱根空中纜車（OH62） |

## 使用車輛
最初所使用的車輛是由瑞士的福特伯爾尼公司所制造。二戰時期因被軍事徵用而遭拆卸；1950年重開時，採用了新的車廂，是為第2代；1971年3月20日，第3代車輛投入服務。由於欲増強輸送力，1995年3月16日，再更換為提供冷氣的第4代車廂（箱根登山鐵道ke100、ke200形客車），並改為2輛車廂一列的編排。於2020年3月20日，列車更換為第5代列車，只繼續用第4代列車的車底。

## 票价
钢索线成人全票价，儿童半价，采用分段票价制。此规定于2019年10月1日修订。
| 区間 | 票价（円） |
| ---- | ---------- |
| 1    | 90         |
| 2    | 170        |
| 3    | 250        |
| 4    | 340        |
| 5    | 430        |

## 到站音樂
鋼索線的主要車站會使用「箱根八里」作為發車音樂。

## 外部連結
- 箱根登山鉄道株式会社. . （原始内容存档于2007-01-03） （日语）.